# Ildefons Krysiński

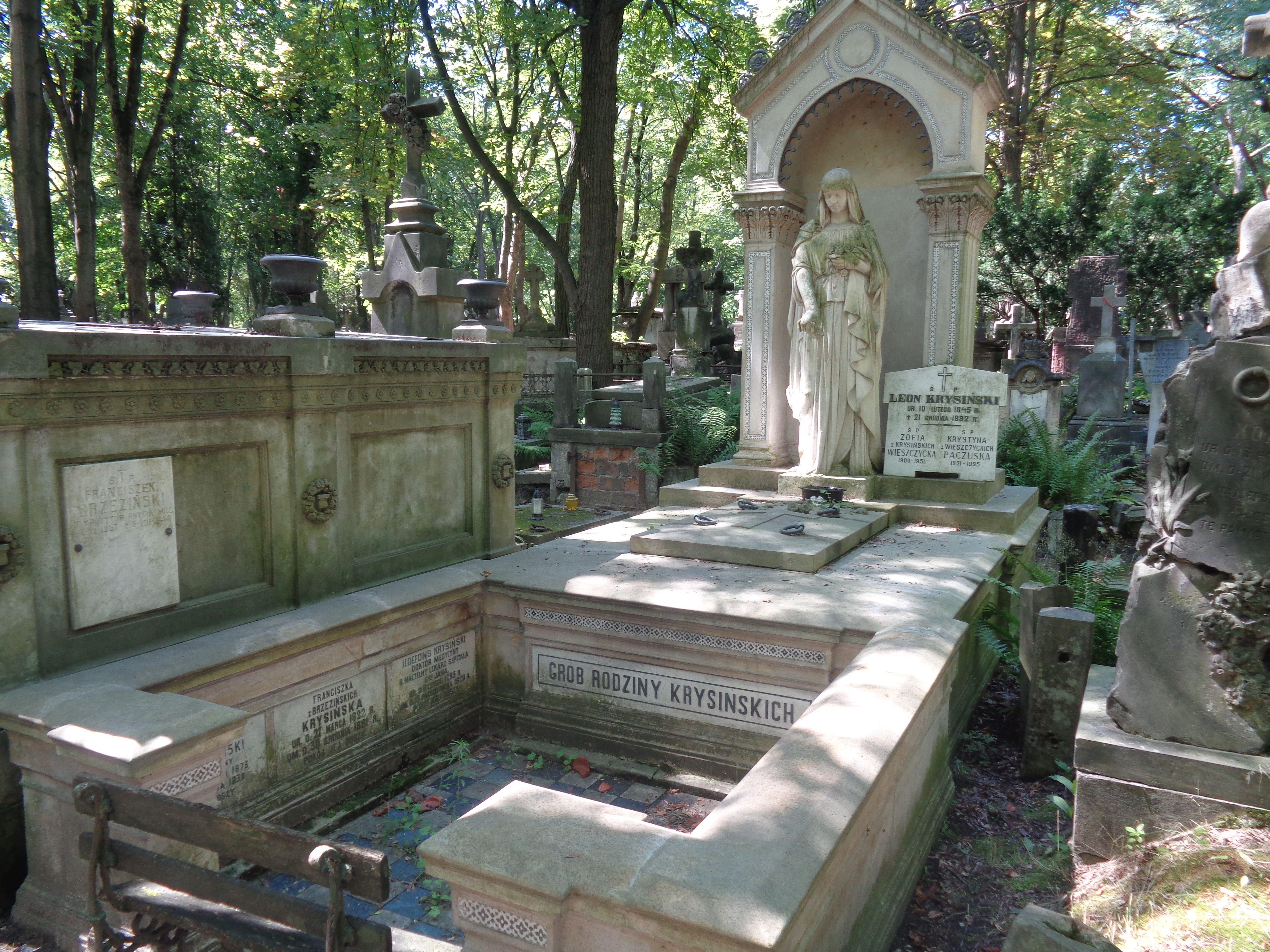
Nagrobek Ildefonsa Krysińskiego na Cmentarzu Powązkowskim

Ildefons Krysiński herbu Leliwa (ur. 11 lutego 1795 w Jedlińsku, zm. 11 października 1870 w Warszawie) – polski lekarz psychiatra.

## Życiorys
Był synem Macieja (1764–1827) i Anny z Zaleskich. Prawdopodobnie pochodził ze znanej, bardzo rozgałęzionej i zasłużonej dla Kongresówki rodziny frankistowskiej, której protoplastą był Jehuda Lejb Notowicz Krysa (przyjął on katolicki chrzest w 1759 we Lwowie, a uzyskał szlachectwo w 1815).
Krysiński kształcił się w Liceum Warszawskim i w Szkole Lekarskiej w Warszawie, dalsze studia odbywał w Berlinie, Getyndze i Wiedniu. W roku 1817 powrócił do Warszawy i uzyskał tytuł doktora medycyny na Królewskim Uniwersytecie Warszawskim. W latach 1818–1822 był fizykiem (lekarzem miejskim) w Kaliszu i Sandomierzu. Po powrocie do Warszawy uzyskał w połowie lat 20. XIX wieku stanowisko fizyka m.st. Warszawy. Brał udział w powstaniu listopadowym jako lekarz korpusu gen. Dwernickiego.
Po upadku powstania Krysiński udał się na emigrację do Paryża, gdzie od 1834, uzyskawszy nostryfikację polskiego dyplomu, pracował jako psychiatra w klinice Falreta i Voisina. Do Polski powrócił w roku 1846 i objął posadę ordynatora w warszawskim szpitalu dla chorych umysłowo pw. Jana Bożego. Dwa lata później został tam naczelnym lekarzem. Wprowadził zmiany polegające na bardziej humanitarnym traktowaniu chorych i w zakresie nowoczesnego leczenia farmakologicznego oraz higieniczno-dietetycznego.
Około roku 1866, w ramach represji rosyjskich po powstaniu styczniowym, został usunięty ze stanowiska i skazany na grzywnę pieniężną. W ostatnich latach życia działał w nowo powstałym, pierwszym w Polsce towarzystwie neurologiczno-psychiatrycznym w Warszawie, opracowując polską terminologię chorób umysłowych. Za zasługi Szkoła Główna Warszawska nadała mu godność doktora honoris causa nauk medycznych.
Krysiński poślubił 31 grudnia 1818 roku Urszulę Jasińską (1789–1885). Potomstwa nie mieli lub milczą o nim źródła. Pochowany jest na cmentarzu Powązkowskim (kwatera A-1/2-17/18).